# Euroscaptor parvidens
Espèce
Statut de conservation UICN

 DD  : Données insuffisantes
Euroscaptor parvidens est une espèce de mammifères de la famille  des Talpidés (Talpidae). C'est une taupe asiatique.

## Habitat et répartition

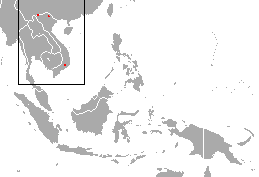
Carte de répartition en Asie.

Euroscaptor parvidens est un animal terrestre asiatique.
On le rencontre uniquement en Chine et au Viêt Nam.

## Classification
Cette espèce a été décrite pour la première fois en 1940 par le zoologiste américain Gerrit Smith Miller Jr (1869-1956).
Classification plus détaillée selon le Système d'information taxonomique intégré (SITI ou ITIS en anglais) :
 Règne : Animalia ; sous-règne : Bilateria ; infra-règne : Deuterostomia ; Embranchement : Chordata ; Sous-embranchement : Vertebrata ; infra-embranchement : Gnathostomata ; super-classe : Tetrapoda ; Classe : Mammalia ; Sous-classe : Theria ; infra-classe : Eutheria ; ordre : Soricomorpha ; famille des Talpidae ; sous-famille des Talpinae ; tribu des Talpini ; genre Euroscaptor.
Traditionnellement, les espèces de la famille des Talpidae sont classées dans l'ordre des Insectivores (Insectivora), un regroupement qui est progressivement abandonné au XXIe siècle.